# Arce (Olaszország)
Arce település Olaszországban, Lazio régióban, Frosinone megyében. Lakosainak száma 5439 fő (2023. január 1.). Arce Ceprano, Colfelice, Falvaterra, Fontana Liri, Monte San Giovanni Campano, Rocca d’Arce, San Giovanni Incarico és Strangolagalli községekkel határos.

## Népesség
A település népessége az elmúlt években az alábbi módon változott:
| Lakosok száma | 5697 | 5670 | 5570 | 5439 |
|               | 2017 | 2018 | 2019 | 2023 |